# 39, rue du Château-d'Eau
Le 39, rue du Château-d'Eau est réputé être la plus petite maison de Paris.

## Localisation
La maison se trouve au 39, rue du Château-d'Eau dans le 10e arrondissement de Paris, à proximité de la mairie d'arrondissement et du marché Saint-Martin.

## Description
La façade mesure 1,10 m de large et 5 m de haut,, elle est composée d'une unique travée avec un rez-de-chaussée et un seul étage.

## Histoire
L'édifice est situé à la place d'un ancien passage entre la rue du Château-d'Eau et la rue du Faubourg-Saint-Martin. Il a pour origine un conflit entre deux parties qui se contestaient l'héritage du passage. La querelle aurait été résolue[Quand ?] en bouchant la voie par cette construction,.